# Orientação sexual
Orientação sexual é um termo que possui dois sentidos distintos. O primeiro refere-se à transmissão de informações relacionadas à sexualidade, com o objetivo de promover o desenvolvimento dos aspectos sociais, cognitivos e afetivos do indivíduo. No segundo sentido, a orientação sexual é caracterizada como um padrão duradouro de atração romântica ou sexual, podendo ser direcionada a pessoas do sexo ou gênero oposto, do mesmo sexo ou gênero, ou a ambos os sexos ou mais de um gênero. Essas atrações são geralmente agrupadas em heterossexualidade, homossexualidade e bissexualidade, enquanto a assexualidade (a falta de atração sexual por outras pessoas) é, às vezes, identificada como a quarta categoria.
Essas categorias são aspectos da natureza mais nuançada da identidade e terminologia sexual. Por exemplo, as pessoas podem usar outros rótulos, como pansexual ou polissexual, ou nenhum. De acordo com a Associação Americana de Psicologia, a orientação sexual "também se refere ao senso de identidade de uma pessoa com base nessas atrações, comportamentos relacionados e participação em uma comunidade de outras pessoas que compartilham essas atrações". Androfilia e ginefilia são termos usados na ciência comportamental para descrever a orientação sexual como alternativa a uma conceituação binária de gênero. A androfilia descreve a atração sexual pela masculinidade; ginefilia descreve a atração sexual pela feminilidade. O termo preferência sexual se sobrepõe em grande parte à orientação sexual, mas geralmente é distinguido na pesquisa psicológica. Uma pessoa que se identifica como bissexual, por exemplo, pode preferir sexualmente um sexo ao outro. A preferência sexual também pode sugerir um grau de escolha voluntária, considerando que a orientação sexual não é uma escolha.
Os cientistas não sabem a causa exata da orientação sexual, mas teorizam que ela é causada por uma complexa interação de influências genéticas, hormonais e ambientais. Embora nenhuma teoria única sobre a causa da orientação sexual tenha ganhado apoio generalizado, os cientistas favorecem as teorias de base biológica. Há consideravelmente mais evidências apoiando causas não sociais e biológicas de orientação sexual do que sociais, especialmente para homens. Não há evidências substanciais que sugiram que as experiências dos pais ou da primeira infância desempenhem um papel no que diz respeito à orientação sexual. Em todas as culturas, a maioria das pessoas é heterossexual, com uma minoria de pessoas com orientação homossexual ou bissexual.:76 :8 :9–10 A orientação sexual de uma pessoa pode estar em qualquer lugar em um continuum, desde atração exclusiva pelo sexo oposto até atração exclusiva pelo mesmo sexo.
A orientação sexual é estudada principalmente em biologia, neurociência e psicologia (incluindo sexologia), mas também é uma área de estudo em sociologia, história (incluindo perspectivas construcionistas sociais) e direito.
De acordo com Jaqueline Jesus, doutora em Psicologia pela Universidade de Brasília, é importante ressaltar que orientação sexual e gênero "podem se comunicar, mas um aspecto não necessariamente depende ou decorre do outro. Pessoas transgênero são como as cisgênero, podem ter qualquer orientação sexual: nem todo mundo é cisgênero e/ou heterossexual".

## Definição
O termo orientação sexual é considerado mais apropriado do que opção sexual ou preferência sexual porque opção indica que uma pessoa teria escolhido a sua forma de desejo e preferência indica que que a pessoa gosta de sua orientação. A psicologia moderna, embora não tenha consenso a respeito do que exatamente explica a sexualidade de um indivíduo, determina que a orientação sexual não pode ser mudada com terapias e não é uma escolha. A orientação sexual pode ser determinada por fatores biogenéticos, sejam questões hormonais in utero ou genes que possam determinar esta predisposição.
Pesquisas têm identificado diversos fatores biológicos que podem estar relacionados ao desenvolvimento da orientação sexual, incluindo os genes, hormônios pré-natais e a estrutura do cérebro humano. Nenhuma causa única foi identificada até então e a pesquisa continua nesta área. Mesmo que ainda não haja consenso sobre como e quando são formadas as estruturas cerebrais (hipotálamo e amídala cerebral) responsáveis pela identidade de gênero na maioria dos animais (se nascem com a criança ou desenvolvem na puberdade, ou ambos), é consenso que essas estruturas do cérebro (hipotálamo) apresenta diferenças estruturais e fisiológicas entre pessoas heterossexuais, homossexuais, cisgêneros e transgêneros, com relação a identidade sexual e atração sexual.

A Escala de Kinsey indica a orientação sexual de um indivíduo.

Novas evidências indicam que diferenciação sexual do cérebro humano ocorre durante desenvolvimento fetal e neonatal, e programam nossa identidade de gênero, assim como a nossa orientação sexual como hétero, homo ou bissexuais. Este processo de diferenciação sexual é acompanhado por muitas diferenças estruturais e funcionais do cérebro entre estes grupos. Durante o período pré-natal, por meio de uma ação direta da testosterona sobre as células nervosas em desenvolvimento, o cérebro sofre masculinização, ou na feminização pela ausência deste de hormônio. Desta forma, nossa identidade de gênero e a orientação sexual são programadas ou organizadas em nossas estruturas cerebrais quando estamos ainda no útero. Não há nenhuma indicação de que o ambiente social após o nascimento tenha algum efeito sobre a identidade de gênero ou sobre a orientação sexual.
Estudos demonstraram uma diferenciação do hipotálamo em homens e mulheres heterossexuais, e um padrão atípico, quase invertido, em homens e mulheres homossexuais. Em um artigo recente, os autores relataram que as relações hemisféricas, bem como os padrões de conectividade com a amígdala, são atípicas em indivíduos homossexuais, exibindo padrões mais parecidos com de mulheres heterossexuais do que Homens heterossexuais, assim como mulheres homossexuais apresentam padrões parecidos mais com homens heterossexuais do que com mulheres heterossexuais.
A visão prevalente é a de que a orientação sexual é biológica por natureza, determinada por um complexo jogo de fatores genéticos e desenvolvimento intrauterino. Alguns acreditam que a orientação sexual é estabelecida na concepção, portanto não uma escolha. Isto é, indivíduos não optam por serem hétero, homo, bi, pan ou assexuais. Não há evidência suficiente para suportar a visão de que experiências na infância, criação, abuso sexual ou outros efeitos adversos em vida influenciem a orientação sexual. Contudo, estudos encontram bases na experiência de vida para alguns aspectos da expressão da sexualidade humana. Atitudes dos pais em relação à orientação sexual pode afetar como seus filhos experimentam com comportamentos relacionados socialmente a uma certa orientação.
A homossexualidade já foi considerada como resultado de dinâmicas familiares problemáticas ou desenvolvimento psicológico faltoso. Estas ideias já são hoje consideradas como baseadas em desinformação e preconceito. A investigação científica atual procura encontrar explicações biológicas para a manifestação de uma determinada orientação sexual. Até o momento, não há nenhuma evidência científica replicável que embase qualquer explicação específica para a sexualidade humana.

## Causas
As causas exatas para o desenvolvimento de uma orientação sexual específica ainda não foram estabelecidas. Até o momento, muitas pesquisas foram conduzidas para determinar a influência da genética, ação hormonal, dinâmica de desenvolvimento, influências sociais e culturais — o que levou muitos a pensar que a biologia e os fatores ambientais desempenham um papel complexo na formação dela.

### Biologia
A pesquisa identificou vários fatores biológicos que podem estar relacionados ao desenvolvimento da orientação sexual, incluindo genes, hormônios pré-natais e estrutura cerebral. Nenhuma causa de controle única foi identificada, e a pesquisa continua nesta área.
Embora os pesquisadores geralmente acreditem que a orientação sexual não é determinada por nenhum fator, mas por uma combinação de influências genéticas, hormonais e ambientais, com fatores biológicos envolvendo uma interação complexa de fatores genéticos e o ambiente uterino inicial, eles favorecem modelos biológicos para a causa. Há consideravelmente mais evidências apoiando causas biológicas não sociais da orientação sexual do que sociais, especialmente para os homens. Os cientistas não acreditam que a orientação sexual seja uma escolha, e alguns deles acreditam que ela é estabelecida na concepção. A investigação científica atual geralmente busca encontrar explicações biológicas para a adoção de uma orientação sexual específica. Estudos científicos encontraram uma série de diferenças biológicas estatísticas entre gays e heterossexuais, que podem resultar da mesma causa subjacente que a própria orientação sexual.

#### Fatores genéticos
Os genes podem estar relacionados ao desenvolvimento da orientação sexual. Um estudo com gêmeos de 2001 parece excluir os genes como um fator importante, enquanto um estudo com gêmeos de 2010 descobriu que a homossexualidade era explicada tanto pelos genes quanto por fatores ambientais. No entanto, o design experimental dos estudos com gêmeos disponíveis tornou sua interpretação difícil.
Em 2012, um estudo de associação do genoma completo da orientação sexual masculina foi conduzido por vários grupos independentes de pesquisadores. Uma ligação significativa com a homossexualidade foi encontrada com genes no cromossomo Xq28 e no cromossomo 8 na região pericentromérica. Os autores concluíram que "nossas descobertas, tomadas em contexto com trabalhos anteriores, sugerem que a variação genética em cada uma dessas regiões contribui para o desenvolvimento do importante traço psicológico da orientação sexual masculina". Foi o maior estudo da base genética da homossexualidade até o momento e foi publicado online em novembro de 2014.
No entanto, em agosto de 2019, um estudo de associação em todo o genoma de 493.001 indivíduos concluiu que centenas ou milhares de variantes genéticas fundamentam o comportamento homossexual em ambos os sexos, com cinco variantes em particular sendo significativamente associadas. Eles declararam que, em contraste com estudos de ligação que encontraram associação substancial da orientação sexual com variantes no cromossomo X, eles não encontraram excesso de sinal (e nenhuma variante significativa em todo o genoma individual) em Xq28 ou no resto do cromossomo X.

#### Hormônios
A teoria hormonal da sexualidade sustenta que, assim como a exposição a certos hormônios desempenha um papel na diferenciação sexual fetal, a exposição hormonal também influencia a orientação sexual que surge mais tarde no adulto. Os hormônios fetais podem ser vistos como a influência primária sobre a orientação sexual adulta ou como um cofator que interage com genes ou condições ambientais e sociais.
Para os humanos, a norma é que as fêmeas possuam dois cromossomos sexuais X, enquanto os machos têm um X e um Y. O caminho de desenvolvimento padrão para um feto humano sendo fêmea, o cromossomo Y é o que induz as mudanças necessárias para mudar para o caminho de desenvolvimento masculino. Este processo de diferenciação é impulsionado por hormônios andrógenos, principalmente testosterona e diidrotestosterona (DHT). Os testículos recém-formados no feto são responsáveis pela secreção de andrógenos, que cooperarão na condução da diferenciação sexual do feto em desenvolvimento, incluindo seu cérebro. Isso resulta em diferenças sexuais entre machos e fêmeas. Este fato levou alguns cientistas a testar de várias maneiras o resultado da modificação dos níveis de exposição a andrógenos em mamíferos durante o feto e no início da vida.

### Hipóteses sociais
No campo da genética, qualquer fator que não seja genético é considerado uma influência ambiental. No entanto, a influência ambiental não implica automaticamente que o ambiente social influencia ou contribui para o desenvolvimento da orientação sexual. Existe um vasto ambiente não social que não é genético, mas ainda assim biológico, como o desenvolvimento pré-natal, que provavelmente ajuda a moldar a orientação sexual. :76
Não há evidências substanciais para apoiar a sugestão de que as experiências da primeira infância, a criação dos filhos, o abuso sexual ou outros eventos adversos da vida influenciam a orientação sexual. As hipóteses para o impacto do ambiente social pós-natal na orientação sexual são fracas, especialmente para os homens. As atitudes dos pais podem afetar se as crianças se identificam abertamente ou não com sua orientação sexual. Embora tenha sido descoberto que se baseia em preconceito e desinformação, já se pensou que a homossexualidade era o resultado de um desenvolvimento psicológico defeituoso, resultante de experiências da infância e relacionamentos problemáticos, incluindo abuso sexual na infância. Essas hipóteses "têm sido associadas a fundamentos políticos, morais e teológicos altamente carregados para querer acreditar que pode".

### Influências: declarações de organizações profissionais
A Academia Americana de Pediatria declarou em 2004:

Os mecanismos para o desenvolvimento de uma orientação sexual específica permanecem obscuros, mas a literatura atual e a maioria dos acadêmicos da área afirmam que a orientação sexual de alguém não é uma escolha; ou seja, os indivíduos não escolhem ser homossexuais ou heterossexuais. Uma variedade de teorias sobre as influências na orientação sexual foram propostas. A orientação sexual provavelmente não é determinada por nenhum fator, mas por uma combinação de influências genéticas, hormonais e ambientais. Nas últimas décadas, teorias baseadas na biologia têm sido favorecidas por especialistas. Embora continue a haver controvérsia e incerteza quanto à gênese da variedade de orientações sexuais humanas, não há evidências científicas de que a parentalidade anormal, o abuso sexual ou outros eventos adversos da vida influenciem a orientação sexual. O conhecimento atual sugere que a orientação sexual é geralmente estabelecida durante a primeira infância.
A Associação Americana de Psicologia, a Associação Americana de Psiquiatria e a Associação Nacional de Assistentes Sociais declararam em 2006:

Atualmente, não há consenso científico sobre os fatores específicos que fazem com que um indivíduo se torne heterossexual, homossexual ou bissexual – incluindo possíveis efeitos biológicos, psicológicos ou sociais da orientação sexual dos pais. No entanto, as evidências disponíveis indicam que a vasta maioria dos adultos lésbicas e gays foi criada por pais heterossexuais e a vasta maioria das crianças criadas por pais lésbicas e gays eventualmente crescem para se tornarem heterossexuais.
O Royal College of Psychiatrists declarou em 2007:

Apesar de quase um século de especulação psicanalítica e psicológica, não há evidências substantivas para apoiar a sugestão de que a natureza da criação dos filhos ou experiências da primeira infância desempenham qualquer papel na formação da orientação heterossexual ou homossexual fundamental de uma pessoa. Parece que a orientação sexual é biológica por natureza, determinada por uma interação complexa de fatores genéticos e do ambiente uterino inicial. A orientação sexual, portanto, não é uma escolha, embora o comportamento sexual claramente o seja.
A Associação Psiquiátrica Americana declarou em 2011:

Ninguém sabe o que causa a heterossexualidade, a homossexualidade ou a bissexualidade. A homossexualidade já foi considerada o resultado de uma dinâmica familiar problemática ou de um desenvolvimento psicológico defeituoso. Essas suposições agora são entendidas como tendo sido baseadas em desinformação e preconceito.
Um memorando jurídico datado de 26 de Setembro de 2007, apresentado em nome da Associação Americana de Psicologia, da Associação Psicológica da Califórnia, da Associação Psiquiátrica Americana, da Associação Nacional de Assistentes Sociais e da Associação Nacional de Assistentes Sociais, Capítulo da Califórnia, declarou:
Embora muitas pesquisas tenham examinado as possíveis influências genéticas, hormonais, de desenvolvimento, sociais e culturais na orientação sexual, nenhuma descoberta surgiu que permita aos cientistas concluir que a orientação sexual – heterossexualidade, homossexualidade ou bissexualidade – é determinada por qualquer fator ou fatores específicos. A avaliação de amici é que, embora algumas dessas pesquisas possam ser promissoras para facilitar uma maior compreensão do desenvolvimento da orientação sexual, elas não permitem uma conclusão baseada em ciência sólida no momento presente quanto à causa ou causas da orientação sexual, seja homossexual, bissexual ou heterossexual.

## Esforços para mudar a orientação sexual

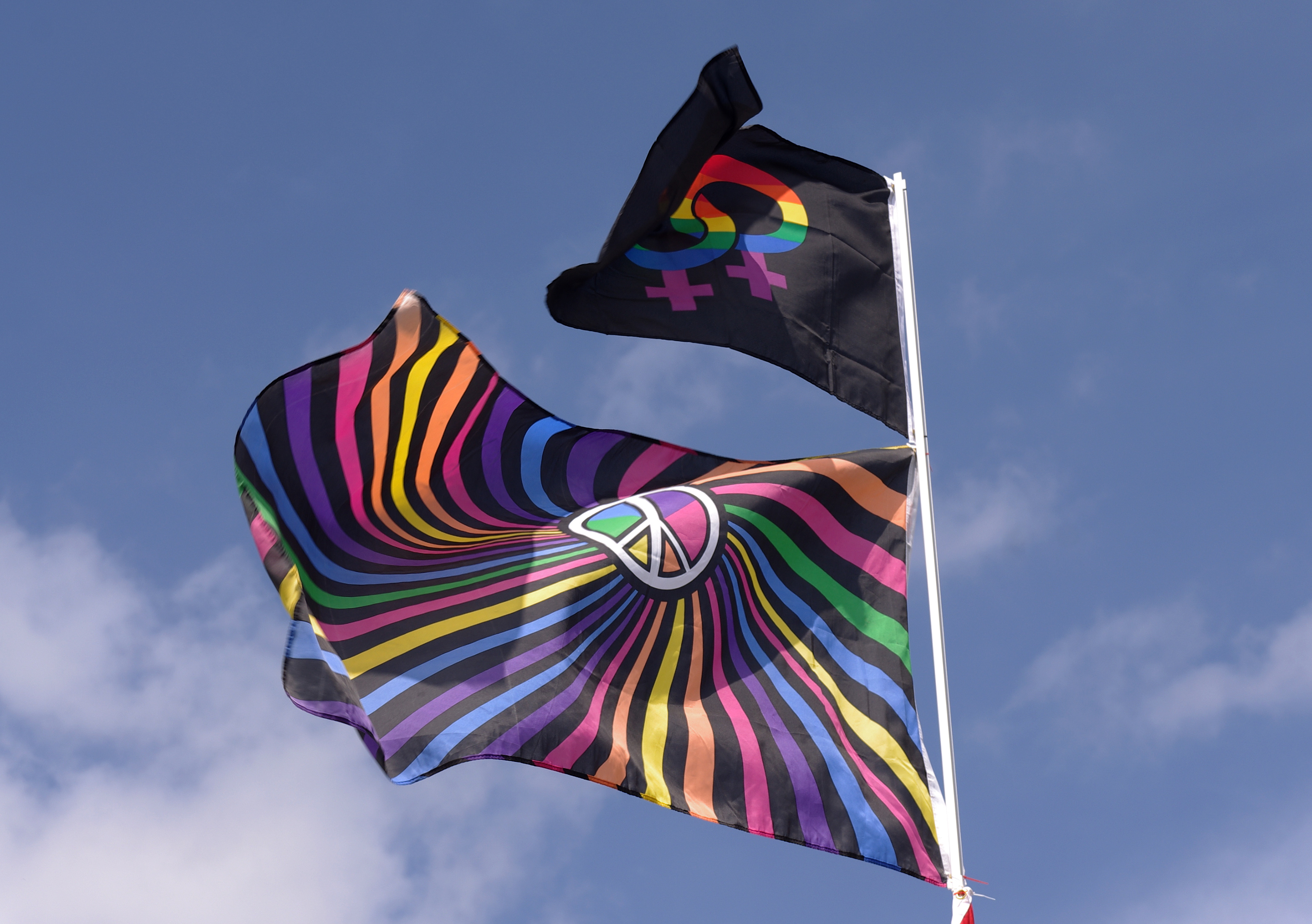
Orgulho de Nottinghamshire 2011

Os esforços de mudança de orientação sexual são métodos que visam mudar a orientação sexual do mesmo sexo. Eles podem incluir técnicas comportamentais, terapia cognitivo-comportamental, terapia reparativa, técnicas psicanalíticas, abordagens médicas e abordagens religiosas e espirituais.
Nenhuma grande organização profissional de saúde mental sanciona esforços para mudar a orientação sexual e praticamente todas elas adotaram declarações de políticas alertando a profissão e o público sobre tratamentos que pretendem mudar a orientação sexual. Estas incluem a Associação Psiquiátrica Americana, a Associação Psicológica Americana, a Associação Americana de Aconselhamento, a Associação Nacional de Assistentes Sociais nos EUA, o Royal College of Psychiatrists, e a Sociedade Psicológica Australiana.
Em 2009, a Força-Tarefa da Associação Americana de Psicologia sobre Respostas Terapêuticas Apropriadas à Orientação Sexual conduziu uma revisão sistemática da literatura de periódicos revisados por pares sobre esforços de mudança de orientação sexual (SOCE) e concluiu:
Esforços para mudar a orientação sexual provavelmente não serão bem-sucedidos e envolvem algum risco de dano, ao contrário das alegações de praticantes e defensores do SOCE. Embora a pesquisa e a literatura clínica demonstrem que atrações, sentimentos e comportamentos sexuais e românticos do mesmo sexo são variações normais e positivas da sexualidade humana, independentemente da identidade da orientação sexual, a força-tarefa concluiu que a população que passa pelo SOCE tende a ter visões religiosas fortemente conservadoras que os levam a buscar mudar sua orientação sexual. Assim, a aplicação apropriada de intervenções terapêuticas afirmativas para aqueles que buscam o SOCE envolve a aceitação, o apoio e a compreensão dos clientes pelo terapeuta e a facilitação do enfrentamento ativo, apoio social e exploração e desenvolvimento da identidade dos clientes, sem impor um resultado específico de identidade de orientação sexual.
Em 2012, a Organização Pan-Americana da Saúde (o braço norte-americano e sul-americano da Organização Mundial da Saúde) divulgou uma declaração alertando contra serviços que pretendem "curar" pessoas com orientações sexuais não heterossexuais, pois não têm justificativa médica e representam uma ameaça à saúde e ao bem-estar das pessoas afetadas. Eles observaram que o consenso científico e profissional global é que a homossexualidade é uma variação normal e natural da sexualidade humana e não pode ser considerada uma condição patológica. A Organização Pan-Americana da Saúde apelou ainda aos governos, instituições acadêmicas, associações profissionais e à mídia para expor essas práticas e promover o respeito à diversidade. A afiliada da Organização Mundial da Saúde observou ainda que menores gays às vezes foram forçados a frequentar essas "terapias" involuntariamente, sendo privados de sua liberdade e às vezes mantidos em isolamento por vários meses. Além disso, a Organização Pan-Americana da Saúde recomendou que tais práticas ilícitas fossem denunciadas e sujeitas a sanções e penalidades sob a legislação nacional, pois constituem uma violação dos princípios éticos da assistência à saúde e violam os direitos humanos que são protegidos por acordos internacionais e regionais.
A Associação Nacional de Pesquisa e Terapia da Homossexualidade (ANPTH), que se descreveu como uma "organização profissional e científica que oferece esperança àqueles que lutam contra a homossexualidade indesejada", discordou da posição da comunidade de saúde mental dominante sobre a terapia de conversão, tanto em sua eficácia quanto ao descrever a orientação sexual não como uma qualidade binária imutável, ou como uma doença, mas como um continuum de intensidades de atrações sexuais e afeto emocional. A Associação Americana de Psicologia e o Royal College of Psychiatrists expressaram preocupações de que as posições defendidas pela ANPTH não são apoiadas pela ciência e criam um ambiente no qual o preconceito e a discriminação podem florescer.

## Demografia
Pesquisas científicas modernas revelam que, em todas as culturas, a maioria das pessoas relata uma orientação heterossexual. :8 :9–10 A bissexualidade apresenta vários graus de atração relativa pelo mesmo sexo ou pelo sexo oposto. :8–9 Os homens têm mais probabilidade de serem exclusivamente homossexuais do que de serem igualmente atraídos por ambos os sexos, enquanto o oposto é verdadeiro para as mulheres. :8–9
Pesquisas em culturas ocidentais revelam, em média, que cerca de 93% dos homens e 87% das mulheres se identificam como completamente heterossexuais, 4% dos homens e 10% das mulheres como majoritariamente heterossexuais, 0,5% dos homens e 1% das mulheres como uniformemente bissexuais, 0,5% dos homens e 0,5% das mulheres como majoritariamente homossexuais e 2% dos homens e 0,5% das mulheres como completamente homossexuais. Uma análise de 67 estudos descobriu que a prevalência ao longo da vida de sexo entre homens (independentemente da orientação) foi de 3-5% para o Leste Asiático, 6-12% para o Sul e Sudeste Asiático, 6-15% para a Europa Oriental e 6-20% para a América Latina. A Aliança Internacional HIV/AIDS estima uma prevalência mundial de homens que fazem sexo com homens entre 3 e 16%.
A percentagem relativa da população que relata uma orientação homossexual ou bissexual pode variar com diferentes metodologias e critérios de seleção. Um relatório de 1998 declarou que estas descobertas estatísticas estão na faixa de 2,8 a 9% para homens e 1 a 5% para mulheres nos Estados Unidos – este número pode ser tão alto quanto 12% para algumas grandes cidades e tão baixo quanto 1% para áreas rurais.
Uma pequena porcentagem de pessoas não se sente sexualmente atraída por ninguém (assexualidade). Um estudo de 2004 colocou a prevalência da assexualidade em 1%.

### Dados de Kinsey
Em Sexual Behavior in the Human Male (1948) e Sexual Behavior in the Human Female (1953), por Alfred Kinsey et al., as pessoas foram questionadas sobre seus comportamentos sexuais e então receberam uma classificação dos pesquisadores em uma escala de completamente heterossexual a completamente homossexual. Kinsey relatou que quando o comportamento dos indivíduos, bem como sua identidade, são analisados, um número significativo de pessoas parecia ser pelo menos um pouco bissexual – ou seja, eles têm alguma atração por qualquer sexo, embora geralmente um sexo seja preferido. Os métodos de Kinsey foram criticados como falhos, particularmente no que diz respeito à aleatoriedade de sua população amostral, que incluía presidiários, prostitutas masculinas e aqueles que voluntariamente participavam de discussões sobre tópicos sexuais anteriormente tabu. No entanto, Paul Gebhard, diretor subsequente do Kinsey Institute for Sex Research, reexaminou os dados nos Estudos de Kinsey e concluiu que remover os presidiários e prostitutas mal afetou os resultados. Pesquisadores mais recentes acreditam que Kinsey superestimou a taxa de atração pelo mesmo sexo devido a falhas em seus métodos de amostragem. :9:147

## Construcionismo social
Como a orientação sexual é complexa, alguns acadêmicos e pesquisadores, especialmente em estudos queer, argumentaram que é uma construção histórica e social. Em 1976, o filósofo e historiador Michel Foucault argumentou em História da Sexualidade que a homossexualidade como identidade não existia no século XVIII; que as pessoas falavam de "sodomia", que se referia a atos sexuais. A sodomia era um crime que era frequentemente ignorado, mas às vezes punido severamente pelas leis de sodomia. Ele escreveu: "'Sexualidade' é uma invenção do estado moderno, da revolução industrial e do capitalismo." Outros acadêmicos argumentam que há continuidades significativas entre a homossexualidade antiga e moderna. O filósofo da ciência Michael Ruse afirmou que a abordagem construcionista social, que é influenciada por Foucault, é baseada em uma leitura seletiva do registro histórico que confunde a existência de pessoas homossexuais com a maneira como são rotuladas ou tratadas.
Em grande parte do mundo moderno, a identidade sexual é definida com base no sexo do parceiro. Em algumas partes do mundo, no entanto, a sexualidade é frequentemente definida socialmente com base em papéis sexuais, seja alguém que é um penetrador ou que é penetrado. Nas culturas ocidentais, as pessoas falam significativamente sobre identidades e comunidades gays, lésbicas e bissexuais. Em algumas outras culturas, os rótulos de homossexualidade e heterossexualidade não enfatizam uma identidade social inteira ou indicam afiliação comunitária com base na orientação sexual.
Alguns historiadores e pesquisadores  argumentam que as atividades emocionais e afetuosas associadas a termos de orientação sexual como "gay" e "heterossexual" mudam significativamente ao longo do tempo e através de fronteiras culturais. Por exemplo, em muitas nações de língua inglesa, presume-se que o beijo entre pessoas do mesmo sexo, particularmente entre homens, é um sinal de homossexualidade, enquanto vários tipos de beijo entre pessoas do mesmo sexo são expressões comuns de amizade em outras nações. Além disso, muitas culturas modernas e históricas têm cerimônias formais que expressam compromisso de longo prazo entre amigos do mesmo sexo, embora a homossexualidade em si seja um tabu dentro das culturas.

## Direito, política e teologia
O professor Michael King declarou: "A conclusão alcançada pelos cientistas que investigaram as origens e a estabilidade da orientação sexual é que é uma característica humana que se forma no início da vida e é resistente à mudança. As evidências científicas sobre as origens da homossexualidade são consideradas relevantes para o debate teológico e social porque enfraquecem as sugestões de que a orientação sexual é uma escolha."
Em 1999, o professor de direito David Cruz escreveu que "a orientação sexual (e o conceito relacionado homossexualidade) pode plausivelmente referir-se a uma variedade de atributos diferentes, individualmente ou em combinação. O que não é imediatamente claro é se uma concepção é mais adequada a todos os propósitos sociais, legais e constitucionais."